# Potschta Rossii
Potschta Rossii (russisch Федера́льное госуда́рственное унита́рное предприя́тие (ФГУП) «По́чта Росси́и», dt.: Post Russlands) ist das staatliche Postunternehmen Russlands. Es hat seinen Hauptsitz in Moskau und ist Mitglied im Weltpostverein.
Im Jahr 2013 verarbeitete die Potschta Rossii insgesamt 1,6 Milliarden Briefe, 54 Millionen Pakete und führte 75,4 Millionen Geldüberweisungen aus.

## Geschichte
Russland war 1874 Gründungsmitglied des Weltpostvereins. Im Jahr 1902 wurde das Postwesen dem russischen Innenministerium bzw. 1917 unter der Provisorischen Regierung dem Ministerium für Post und Telegrafen unterstellt. Um die Zeit des Zweiten Weltkrieges war der Postdienst Teil des Volkskommissariats für Post und Telegrafen. Nach dem Zerfall der Sowjetunion wurde die Russische Post 1993 in das russische Postministerium überführt.

## Reorganisation als staatliches Postunternehmen

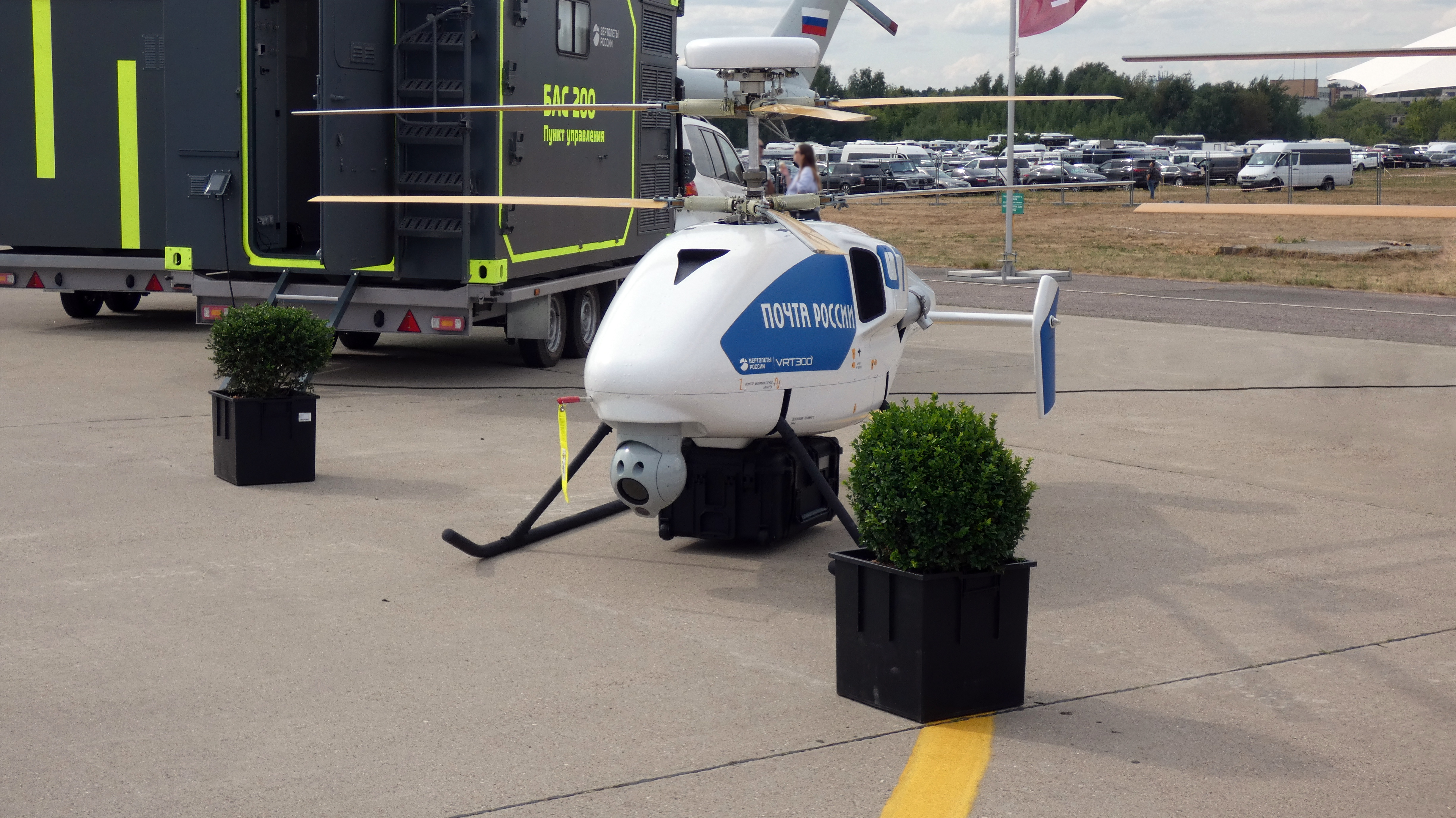
VRT-300 – Drohne zur Arbeit auf Tschukotka

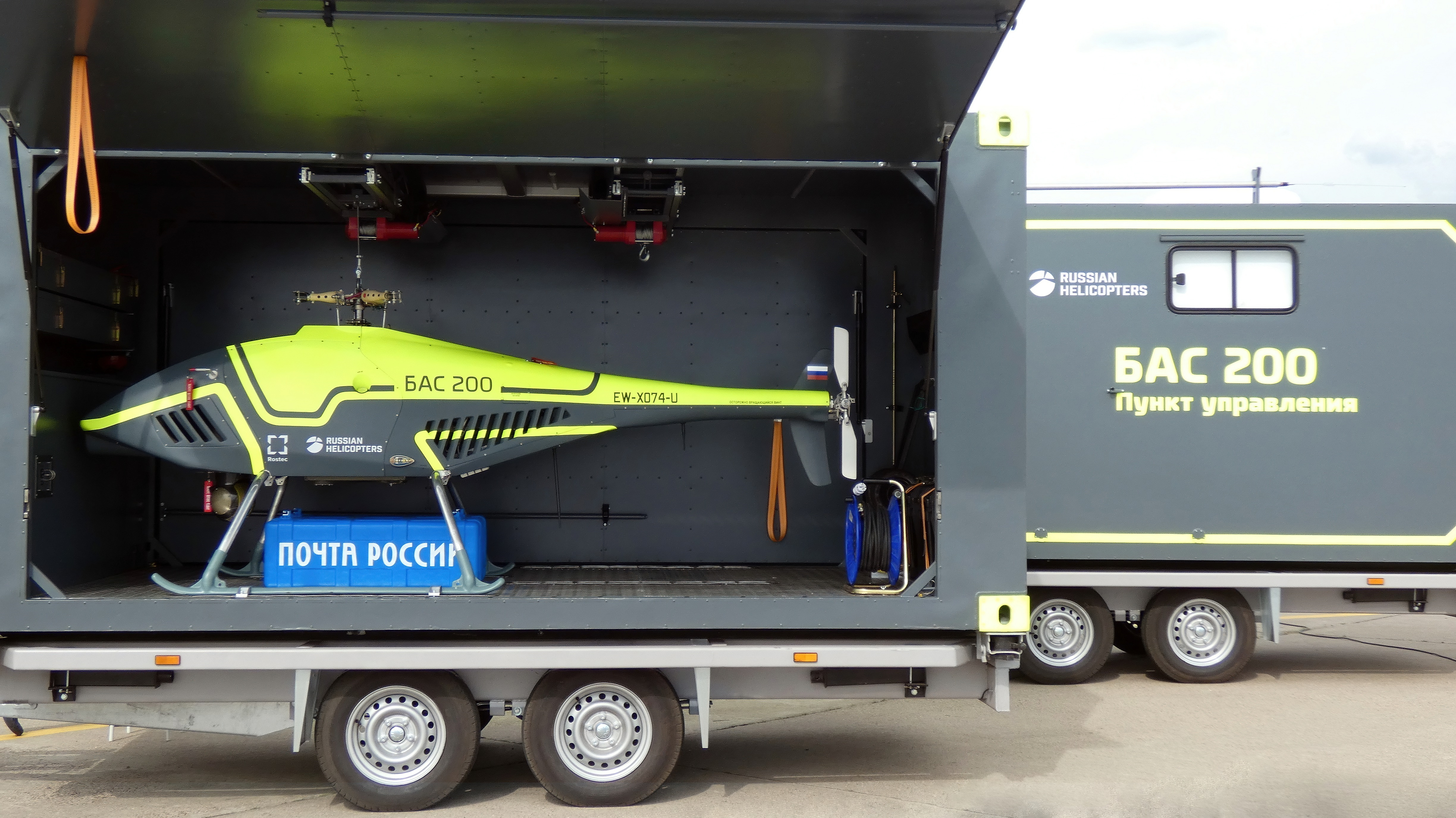
BAS-200 – Drohne zur Arbeit auf Tschukotka

Potschta Rossii wurde im Jahre 2002 auf Basis der bisherigen staatlichen Postbehörde gegründet, die zum föderalen Post- und Telekommunikationsministerium gehörte. Die Ausgliederung als eigenständiges Unternehmen war Teil der im selben Jahr durchgeführten Reform des russischen Postwesens, die unter anderem umfassende Restrukturierungs- und Modernisierungsmaßnahmen beinhaltete. Die Reform war auch notwendig, weil in den 1990er Jahren im Zuge der dauerhaften Wirtschaftskrise in Russland das Postwesen in manchen Regionen des Landes fast zum Erliegen gekommen war, was auch Schließungen von zahlreichen, insbesondere ländlichen, Postfilialen verursachte.
Zu Beginn der 2010er-Jahre hatte Potschta Rossii landesweit rund 42.000 Postämter und beschäftigte im Jahr 2011 insgesamt 391.944 Mitarbeiter. Das Dienstleistungsangebot wurde im Zuge der Reformen ausgebaut; viele Postfilialen wurden unter anderem mit öffentlichen PC-Arbeitsplätzen mit Internetzugang ausgestattet. Die Preise für die Postdienstleistungen werden vom russischen Staat reguliert.
Im Jahr 2011 musste die Potschta Russii Verluste in Höhe von einer Milliarde Rubel hinnehmen. Dieser Verlust ging auf eine breit angelegte Briefmarkenfälschung einer kriminellen Organisation zurück.
Am 26. Juli 2013 wurde gegen Potschta Rossii eine Verwaltungsstrafe in Höhe von 36 000 Rubel (etwa 8 000 Euro) verhängt. Grund dafür war, dass als eilig versandte Pakete zu langsam bearbeitet wurden. Zur Bewältigung des steigenden Paketverkehrs insbesondere aufgrund von Internethandel wurden 2016 zur Ergänzung der Kleinflugzeug-Flotte zwei Frachtflugzeuge Tu-204 für Langstrecken angeschafft.
Die russische Post hat Ende 2015 einen neuen digitalen Abonnementdienst vorgestellt. Die Russische Post fungierte als Abonnementagentur für die direkte Zusammenarbeit mit Verlagen.
Business-Services
Die russische Post hat ein Netzwerk von Drop-Off-Punkten eingerichtet, in denen große Pakete mit Aufträgen akzeptiert werden, einschließlich der auf den Marktplätzen ausgestellten Pakete. Das Unternehmen wird auch Fulfilment-Service für Online-Handelsunternehmen auf der Grundlage seiner Logistikzentren bereitstellen.
Ab 2022 bietet die russische Post in 75 Städten den Verkäufern von Marktplätzen einen Service zur Lieferung von Waren in die Lager der Handelsplattformen an. Im Mai 2022 starteten die Russische Post und die Russische Eisenbahngesellschaft »RZD« den ersten Postcontainerzug »Russland« auf der Strecke Moskau – Wladiwostok. Der Service konzentriert sich auf die Beförderung von Postsendungen sowie auf kommerzielle Sammelgüter. Im Juni 2022 startete das Unternehmen die Lieferung ab 60 Minuten von Einzelhändlern und Online-Händlern. Sie plant, Einzelhändlern ihre Kuriere und IT-Infrastruktur zur Verfügung zu stellen, und die Geschäfte selbst werden mit dem Verkauf beschäftigt sein.
Ab dem 1. September 2022 wurden die Stoloto-Lottoscheine nicht mehr über die «Russische Post» (40.000 Filialen) verkauft. Trotz einer Reduzierung von 36 % betrug die Anzahl der Verteilungspunkte von Stoloto etwa 70.000.

## Auslandsfiliale
Die hundertprozentige Tochterfirma, RusPost GmbH mit Sitz der Logistikzentrale in Berlin-Marienfelde, ist die einzige offizielle Filiale der Russischen Post im Ausland. Im Mai 2018 wurde als zentrale Annahmestelle zusätzlich in Berlin-Mitte eine Filiale der Russischen Post im bisherigen Pförtnerzimmer des Russischen Hauses der Wissenschaft und Kultur eröffnet.

## Kritik
Von Vertretern der russischen Wirtschaft wurde die Potschta Rossii dafür kritisiert, dass sie zu langsam arbeitet.
Darüber hinaus werden von den Verbrauchern plötzliche, drastische Preissteigerungen kritisiert. So wurde das Porto für Briefe im Februar 2010 gleich um 15 Prozent erhöht.

## Bildergalerie

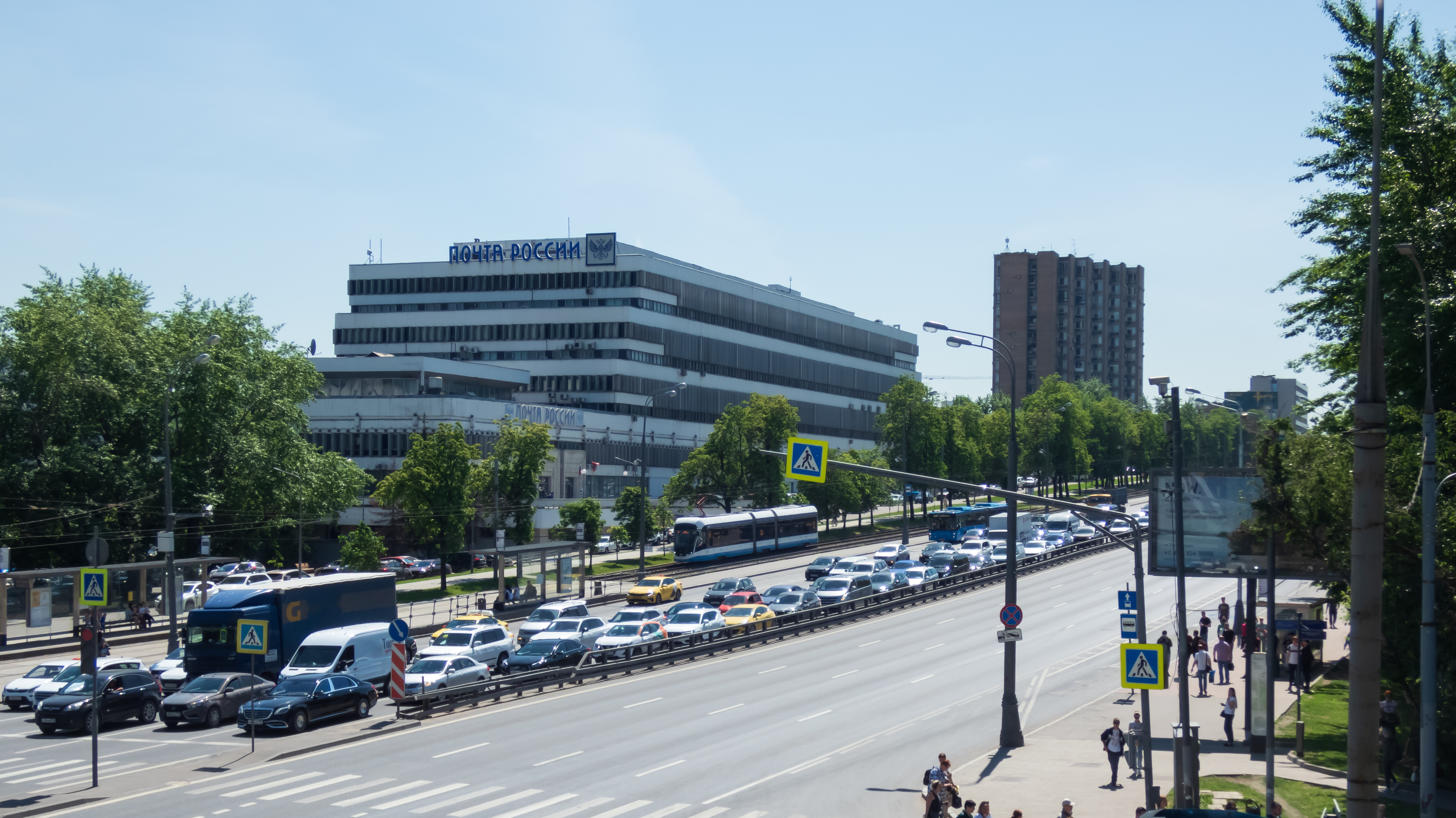
Das Hauptgebäude der Russischen Post in Moskau.
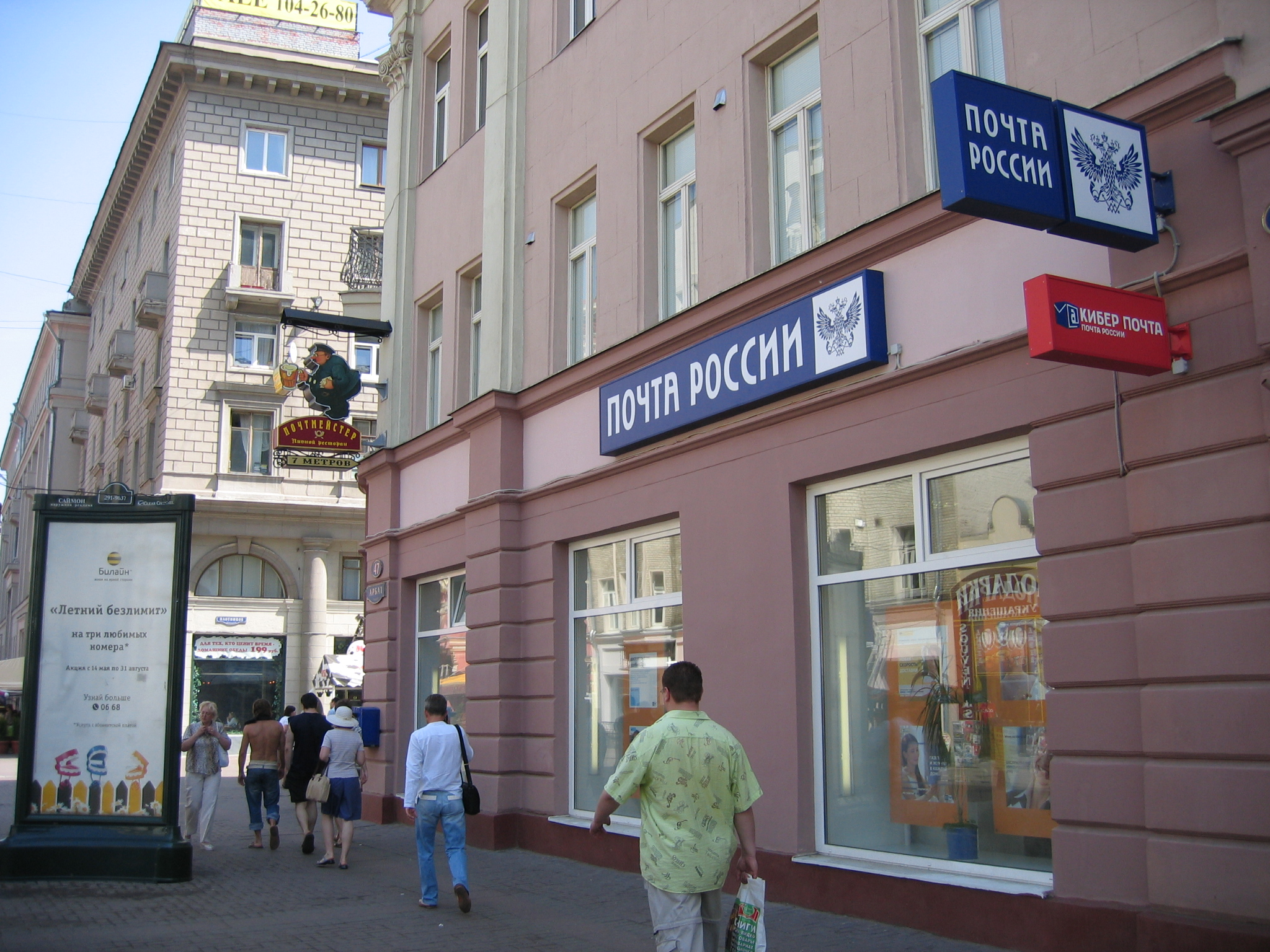
Eine Filiale der Potschta Rossii am Arbat in Moskau
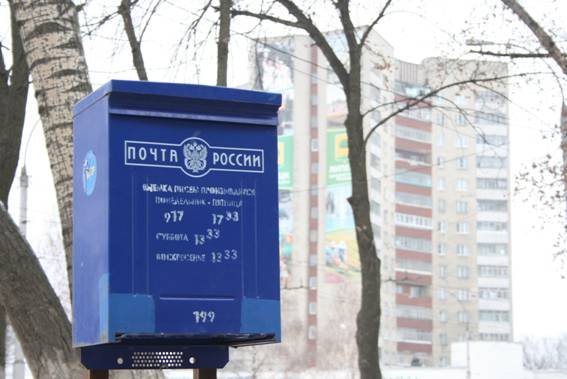
Ein Briefkasten der Potschta Rossii in Lipezk
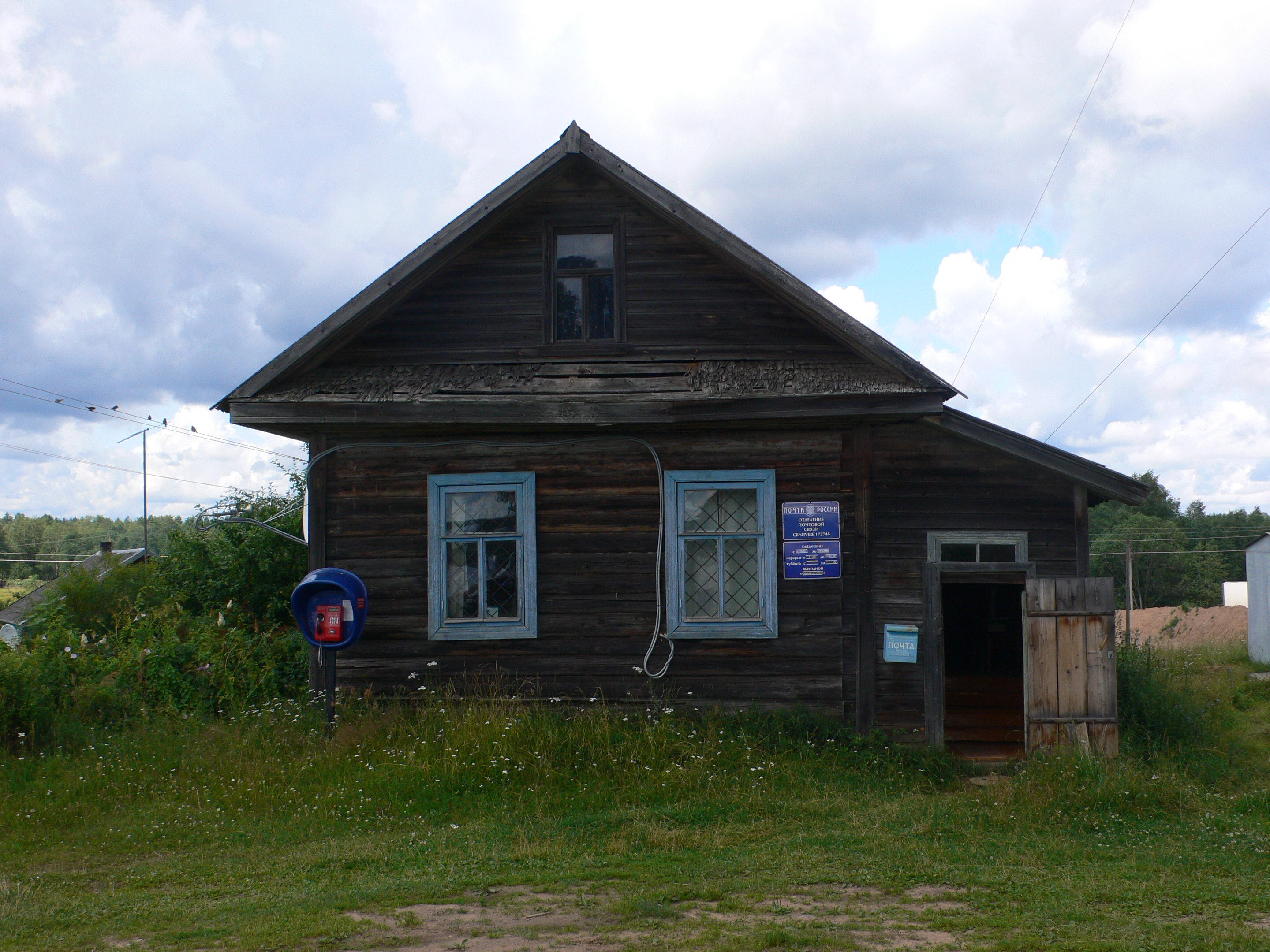
Eine Filiale der Potschta Rossii in einem kleinen Dorf in der Oblast Twer
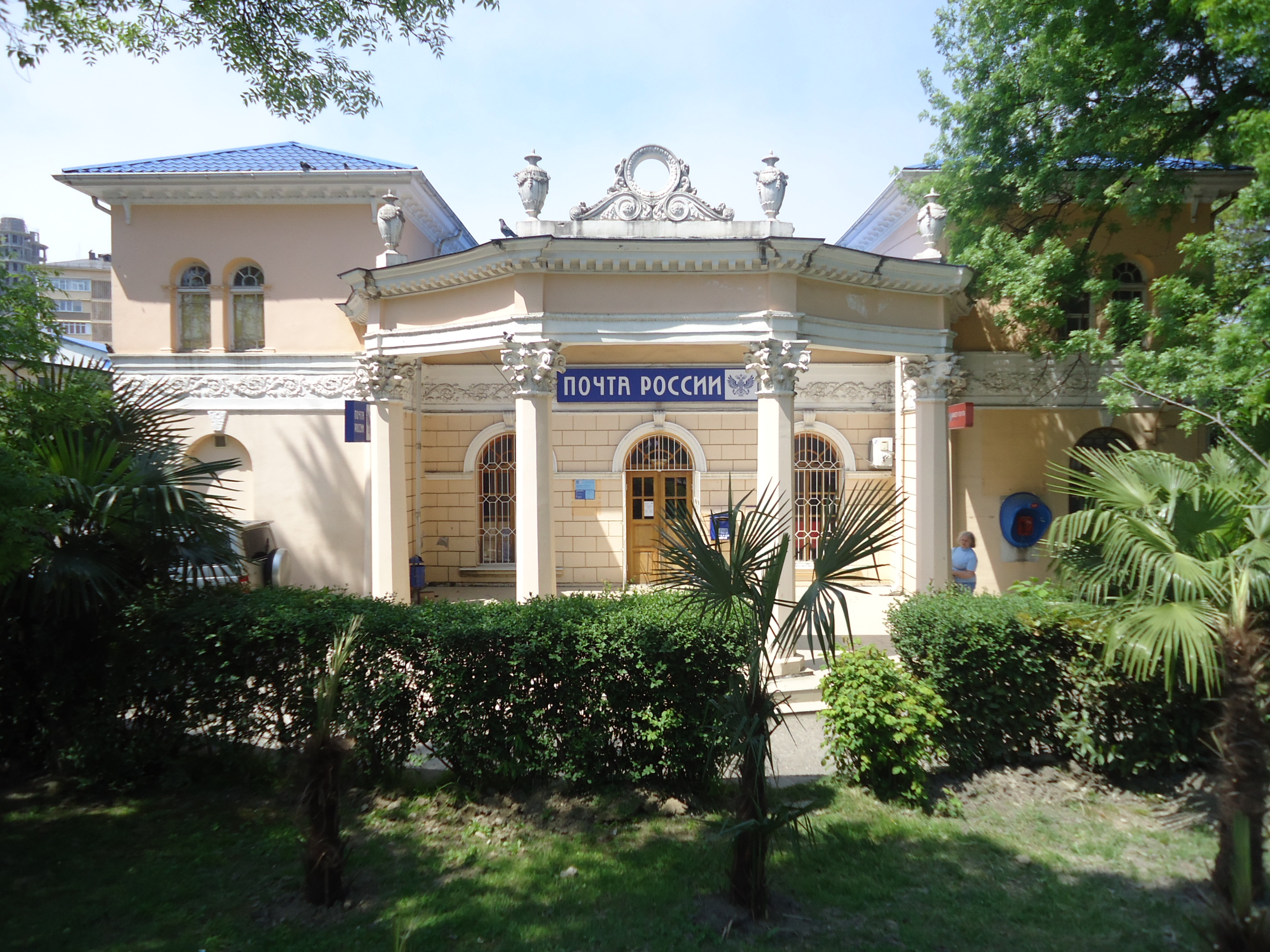
Postabteilung in Sotschi